# Ignacio Zaragoza, Guanajuato
Ignacio Zaragoza är en ort i Mexiko.   Den ligger i kommunen León och delstaten Guanajuato, i den centrala delen av landet, 300 km nordväst om huvudstaden Mexico City. Ignacio Zaragoza ligger 1 834 meter över havet och antalet invånare är 495.
Terrängen runt Ignacio Zaragoza är platt åt sydväst, men åt nordost är den kuperad. Runt Ignacio Zaragoza är det tätbefolkat, med 257 invånare per kvadratkilometer. Närmaste större samhälle är Silao, 12,8 km sydost om Ignacio Zaragoza. Trakten runt Ignacio Zaragoza består till största delen av jordbruksmark.